# Ingersleben (Nesse-Apfelstädt)
Ingersleben ist ein Ortsteil der Landgemeinde Nesse-Apfelstädt im thüringischen Landkreis Gotha und liegt unmittelbar südwestlich von Erfurt.

## Geografie
Ingersleben liegt am Fluss Apfelstädt kurz vor deren Mündung in die Gera im Marienthal unweit des Erfurter Ortsteils Molsdorf. Nachbarorte sind Neudietendorf im Westen sowie Stadtteile von Erfurt im Norden, Osten und Südosten. Bis zur Stadtmitte von Erfurt (Domplatz) sind es etwa 10 km Luftlinie. Zum Mühlenbetrieb durchfließt den Ort der Mühlgraben, der etwas oberhalb der Obermühle aus der Apfelstädt abgezweigt wird.

## Geschichte

### Von der Erstbesiedlung bis 1945

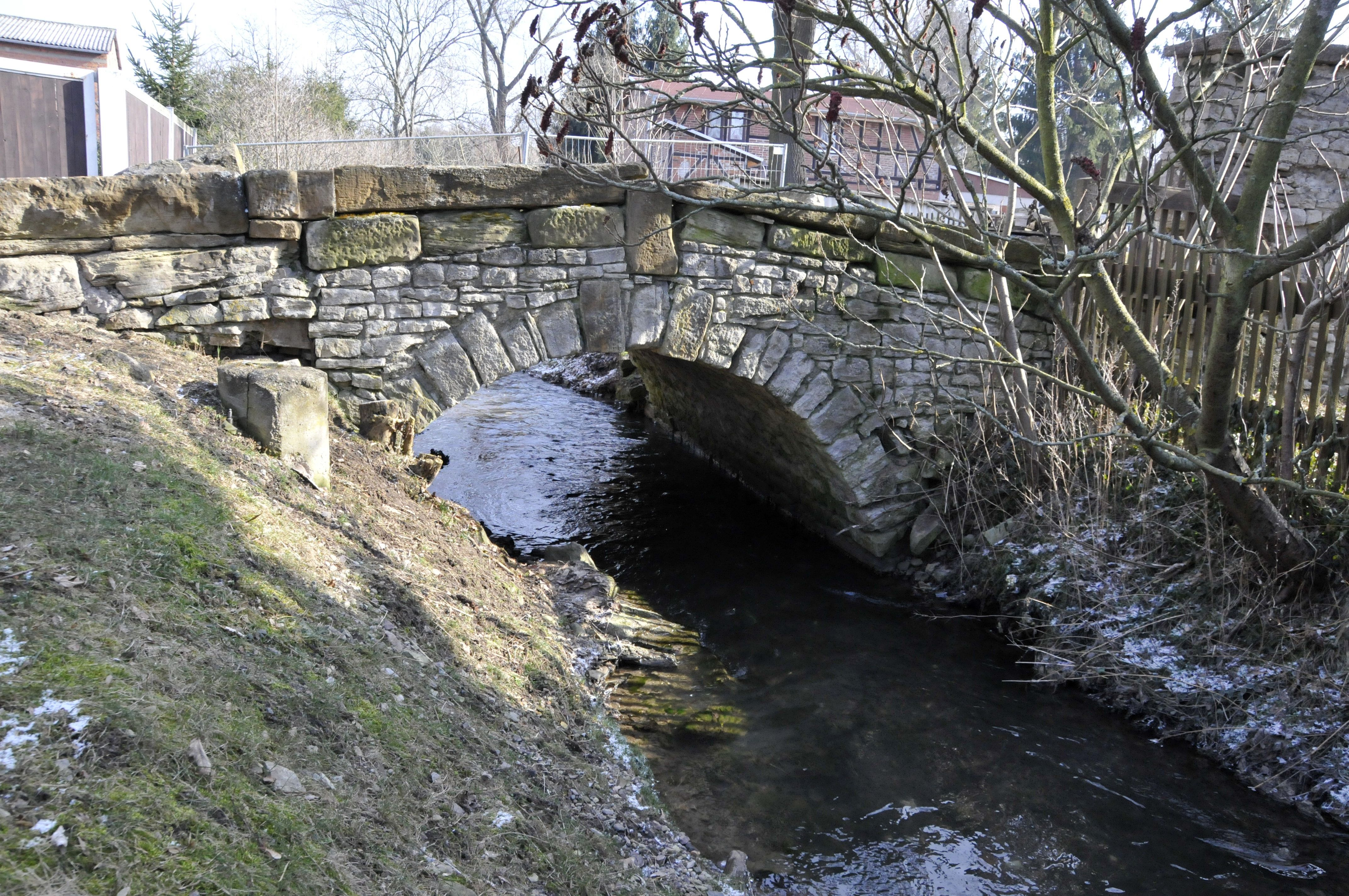
Steinbogenbrücke über den Mühlgraben von 1812 unterhalb der Untermühle (2011)

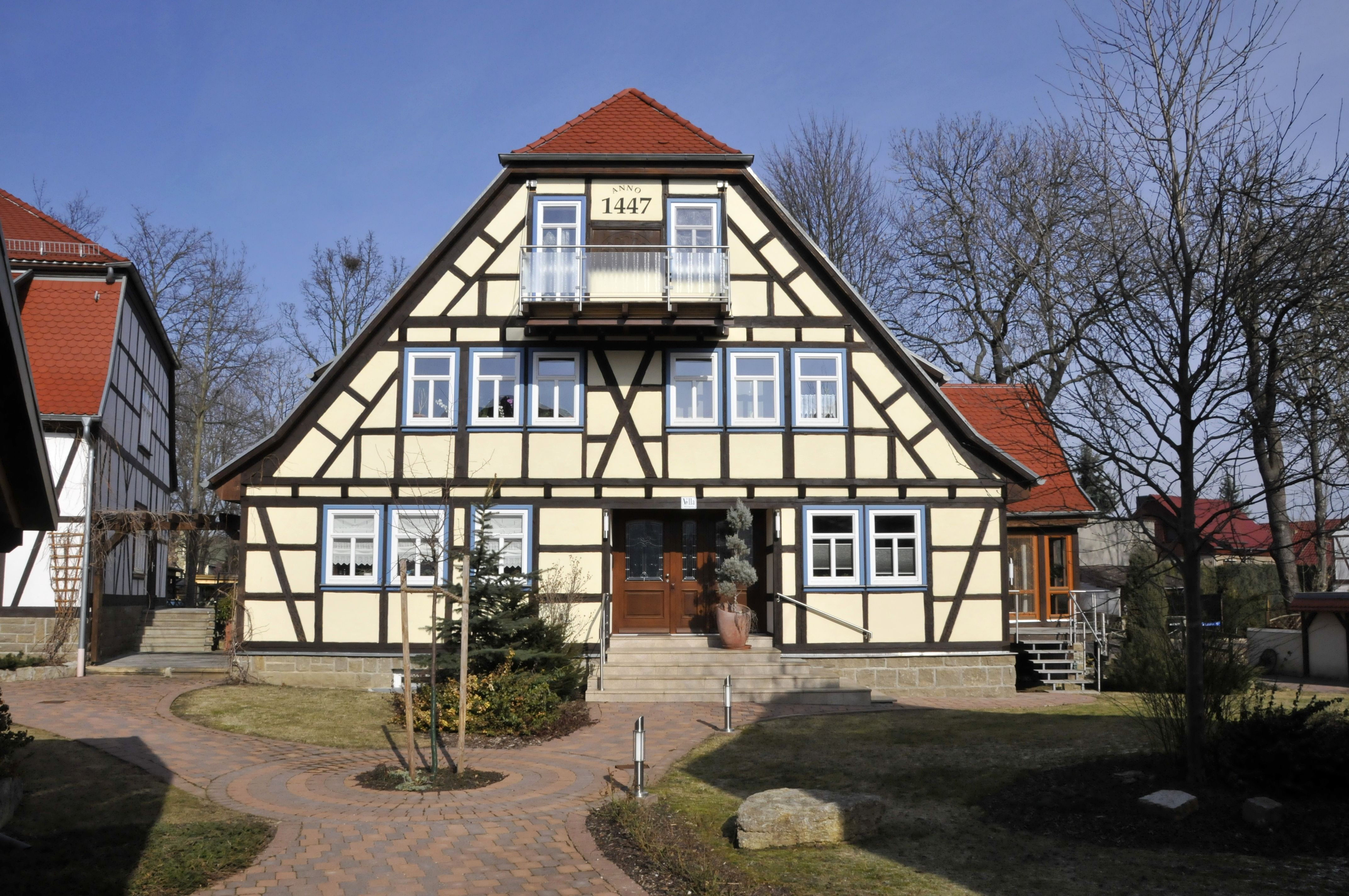
Untermühle

Wie archäologische Funde nachweisen, befand sich nahe Ingersleben, nördlich der Apfelstädt-Mündung, eine Siedlung aus der Jungsteinzeit. Der Ortskern von Ingersleben liegt im Bereich einer Siedlung aus der Zeit des Thüringer Reichs. Auch die Endung -leben im Ortsnamen weist auf eine Siedlung um 300 nach Chr. hin.
Urkundlich wurde Ingersleben 1111 erstmals im Reinhardsbrunner Klosterbrief erwähnt. Über Jahrhunderte bestimmten die erstmals 1351 genannten Herren von Ingersleben die Geschichte des Ortes und der im Zentrum gelegenen Wasserburg. Ob ein Zusammenhang mit den magdeburgischen von Ingersleben aus Ostingersleben besteht, ist unklar.
Seit 1380 hatten auch die Herren von Gleichen Güter im Ort. Im Sächsischen Bruderkrieg 1450 wurden Dorf und Burg stark in Mitleidenschaft gezogen. 1506 wurde der Name des Ortes selbst erstmals in einer Handschrift gefunden. Vorherige Namen waren u. a. Ingrisliebe, Ingrisleven, Ingerikesleiben und viele andere Schreibweisen. 1518 verkaufte Dittrich von Ingersleben das inzwischen entstandene Rittergut. 1602 wurde es durch den reichen Erfurter Waidhändler Hans von Ziegler vom verschuldeten Vorbesitzer Ernst Melchior von Kromsdorf erworben. Danach wurde der Adelssitz zwischen 1609 und 1622 vollständig umgebaut. 1622 ließ Otto Heinrich von Ziegler anlässlich seiner Heirat mit Maria von Wangenheim einen großen Torbogen und ein schönes Hofportal errichten, das die Wappen beider Familien zeigt. Nach dem Aussterben der Grafen von Gleichen gehörte der Ort ab 1631 zur unteren Grafschaft Gleichen. Im Jahre 1651 erließ Herzog Ernst der Fromme aus Gotha eine Feuerrüstungsordnung, nach der die Orte im Herzogtum Sachsen-Gotha eigene Feuerwehren bereitzustellen hatten. Im Jahr 1718 wurde in Ingersleben durch Anschaffung einer handbetriebenen Feuerlöschpumpe („Feuerspritze“) und Zusammenstellung einer Feuerwehrmannschaft die Freiwillige Feuerwehr gegründet.
Ingersleben war 1677–1688 von Hexenverfolgung betroffen. Drei Frauen gerieten in Hexenprozesse, Anna Mainhardt wurde 1678 hingerichtet.
1786 ging das Rittergut in den Besitz des Barons von Münchhausen über, der als Hofmarschall in Gothaischen Diensten stand. 1883 wurde es durch den Ökonomierat Robert Wagner erworben, der 1894 die vorhandene „Villa“ im Schlosspark durch einen großzügigen Flügel erweitern ließ und damit ein repräsentatives schlossähnliches Herrenhaus mit Saal und Gesellschaftsräumen schuf. 1942 ging das Rittergut an Horst und Siegismund von Zakrzewski. Das Herrenhaus wurde nach 1945 abgerissen.
Auf das frühere Vorhandensein einer Kirche des Hl. Petrus, die der Peterskirche in Erfurt zinspflichtig war, im Osten des Dorfes weisen zwei Straßennamen hin: Petrikirchhofplatz und Petrikirchhofstraße.

### Seit 1945
Durch nächtlichen amerikanischen Artilleriebeschuss am 8./9. und 10. April 1945 gab es in Ingersleben 8 zivile Todesopfer, darunter drei Kinder. An Gebäuden waren erhebliche Schäden zu verzeichnen, als Erstes wurde der Kirchturm durch einen Volltreffer bis zum Glockenstuhl zerstört. Es folgte die amerikanische Besetzung mit Hausdurchsuchungen, Beschlagnahme von Häusern und Ablieferung von Fotoapparaten. Am 13. Juni 1945 kamen beim Sprengen von Wehrmachtsmunition auf dem Mittelfeld fünf Ingerslebener und eine unbekannte Zahl von US-Soldaten ums Leben.
Ende Juni wurde die US-Armee durch die Rote Armee abgelöst. Es gab erneut Verhöre, Einquartierungen, Vieh-Wegnahmen und „Pflichtarbeit“ bei der Besatzungsarmee. Diese beschlagnahmte das Rittergut mit 326 ha Land, allen Wirtschaftsgebäuden und der „Villa“. Die Einwohnerzahl von Ingersleben nahm von gut 1.300 vor dem Krieg durch Zustrom von Heimatvertriebenen aus den Ostgebieten auf zeitweise 2.000 zu. Es herrschte in den ersten Nachkriegsjahren große Not.
Die Gutsbesitzer-Familie wurde 1946 auf der Basis der Bodenreform in der Sowjetischen Besatzungszone entschädigungslos enteignet und des Landkreises verwiesen. 1947/48 kam es dann zum Abbruch der Villa, von Wirtschaftsgebäuden und des Torbogens mit benachbartem Milchhaus. Der Park mit „erlesenem altem Baumbestand“ wurde abgeholzt, das Parkgelände eingeebnet, parzelliert und auf ihm Neubauerngehöfte errichtet. Ein Teil diente als Schrottlagerplatz. Im Wirtschaftsbereich richtete sich die Abteilung Technik der LPG ein.

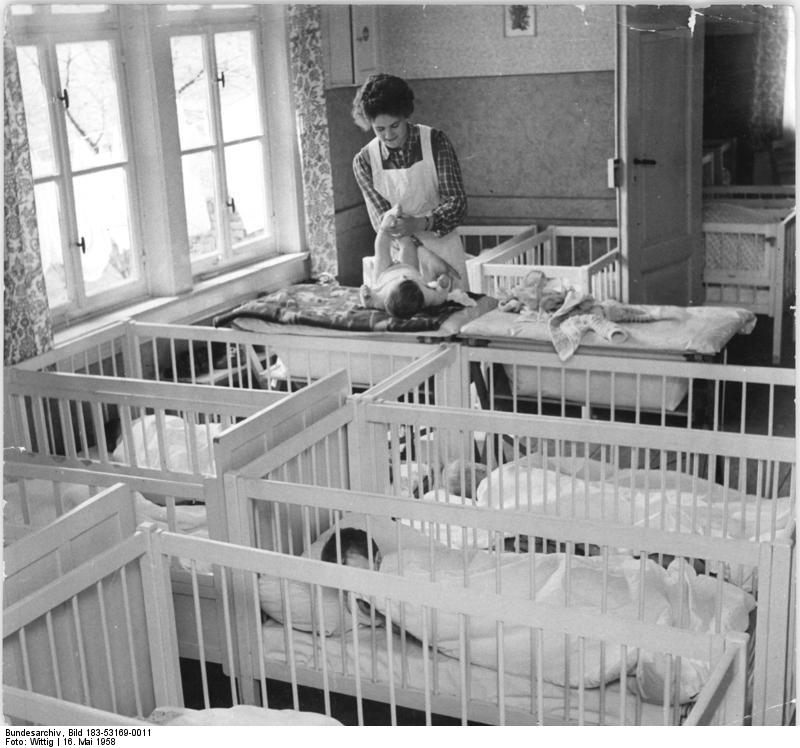
Die Kinderkrippe in Ingersleben im Mai 1958

Erhalten blieb als Rest des ehemaligen Ritterguts das Gutshaus, obwohl sein Abriss ebenfalls vorgesehen war. Es ist ein massiver Bau mit Fachwerkobergeschoss, der heute das Heimatmuseum Ingersleben beherbergt, für das sich engagierte Bürger seit 1979 eingesetzt hatten. Noch 1982 wurde das Hofportal von 1622 abgetragen, die Bauteile aber durch Mitglieder des Kulturbunds für einen späteren Wiederaufbau gerettet. Dieses Renaissance-Portal und der Torbogen wurden nach der Wende wieder aufgebaut und das Gutsgebäude erneuert, was durch Verleihung des Deutschen Fassaden-Preises 2004 besonders anerkannt wurde. Auch zahlreiche Innenräume des Heimatmuseums wurden einfühlsam restauriert. Besonders die Schwarze Küche aus der Zeit um 1700, das „Münchhausen-Zimmer“ und die große Diele mit Begleitstrichmalerei sind sehenswert. Die Räume mit heimatgeschichtlichem Inhalt zeigen u. a. Exponate zum Thüringer Waid sowie Sonderausstellungen. Ein Raum ist Leben und Werk der Schriftsteller-Schwestern Frieda von Bülow und Margarethe von Bülow gewidmet. Die Schwestern sind Namensgeberinnen (seit 1997) des von-Bülow-Gymnasiums im benachbarten Neudietendorf.
Am 1. Dezember 2009 wurde Ingersleben in die am gleichen Datum neuentstandene Gemeinde Nesse-Apfelstädt eingegliedert.
Mit dem Dienstaustritt von Pfarrer Michael Göring im April 2013 wurde die Ingerslebener Pfarrstelle aufgelöst. Nach Auflösung des Pfarramtes Ingersleben hat die Kreissynode des Kirchenkreises Gotha beschlossen, die Kirchgemeinde dem Pfarramt Neudietendorf zuzuordnen.

## Wappen
Blasonierung: Geteilt von Blau über Gold; oben ein wachsender silberner goldgekrönter und -bewehrter Löwe; unten zwei schwarze ins Andreaskreuz gesetzte Streitkolben.
Das Wappen wurde am 18. Dezember 1997 genehmigt.
Der wachsende silberne goldgekrönte und goldbewehrte Löwe greift auf die Symbolik der Grafen von Gleichen zurück, die das Territorium über Jahrhunderte beherrschten. Die zwei ins Andreaskreuz gesetzten Streitkolben (Morgenstern) sind die Symbolik der aus dem Ort stammenden Herren von Ingersleben. Die älteste bekannte Darstellung des ingerslebenschen Symbols zeigt das Siegel des Fritz von Ingersleben aus dem Jahre 1368.
Das Wappen wurde vom Heraldiker Frank Diemar aus Erfurt geschaffen.

## Sehenswürdigkeiten

### Dorfkirche St. Maria mit altem Friedhof mit historischen Grabsteinen

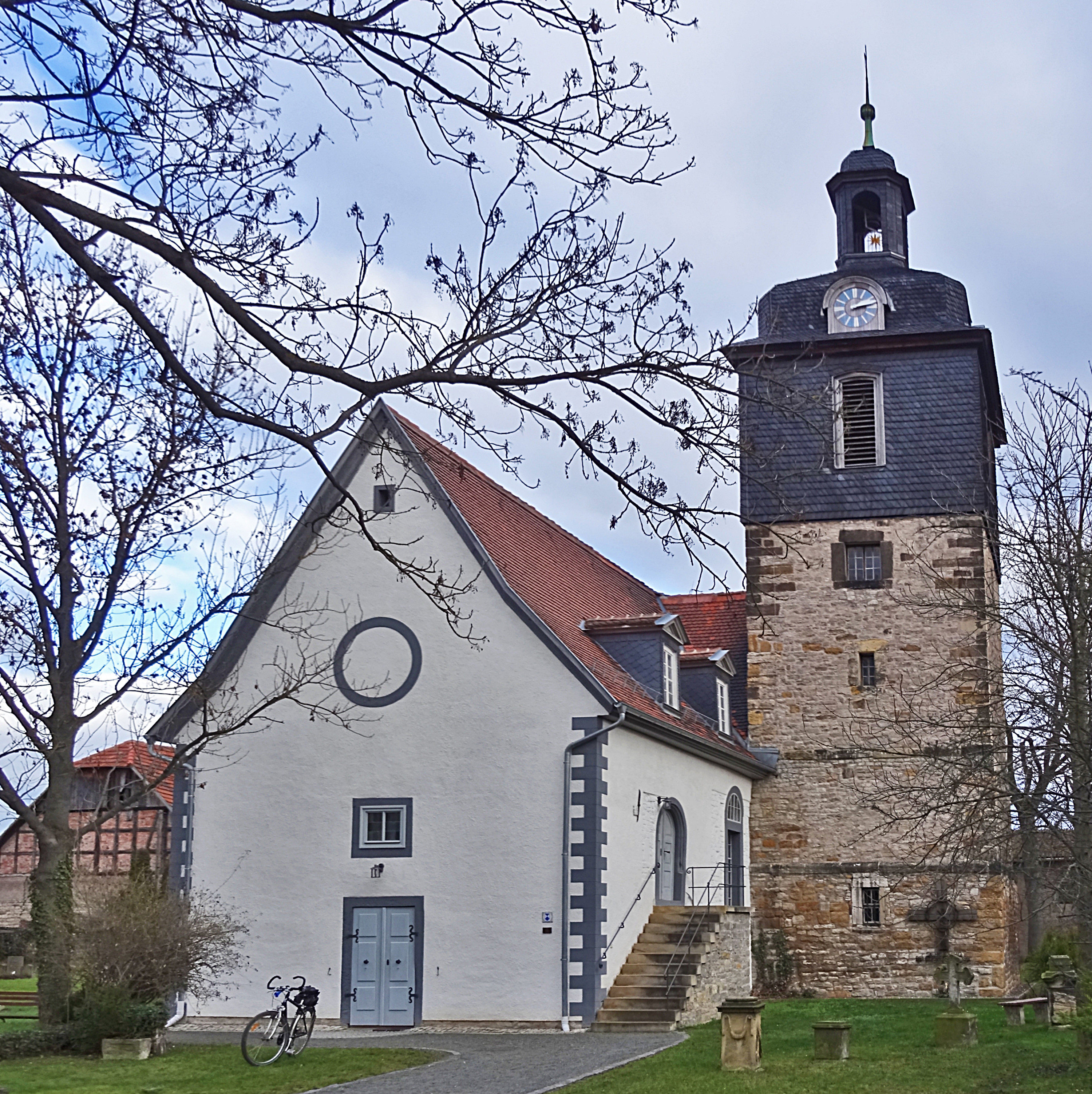
Kirche St. Marien

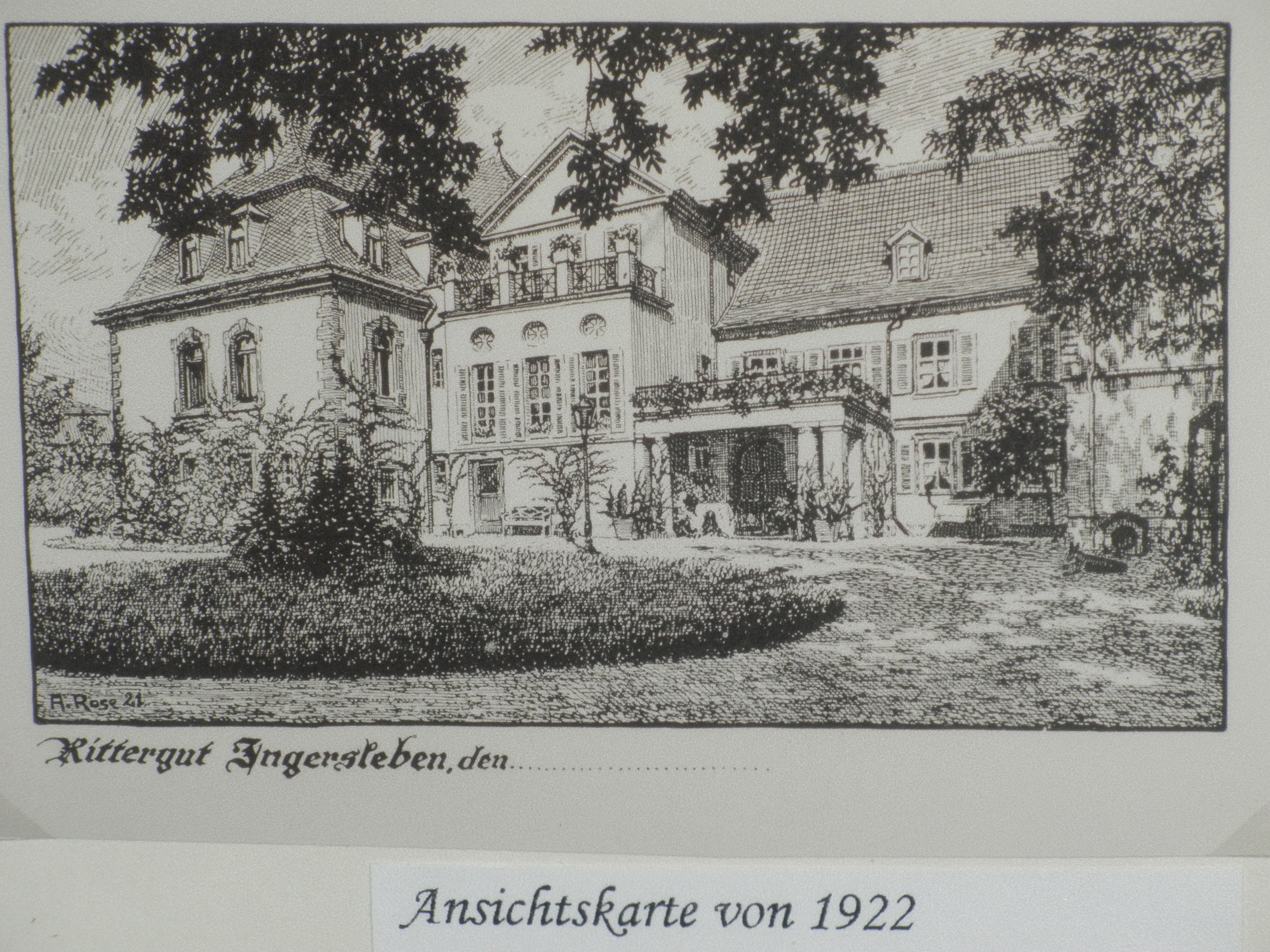
Darstellung des Neuen Gutshauses (Villa)

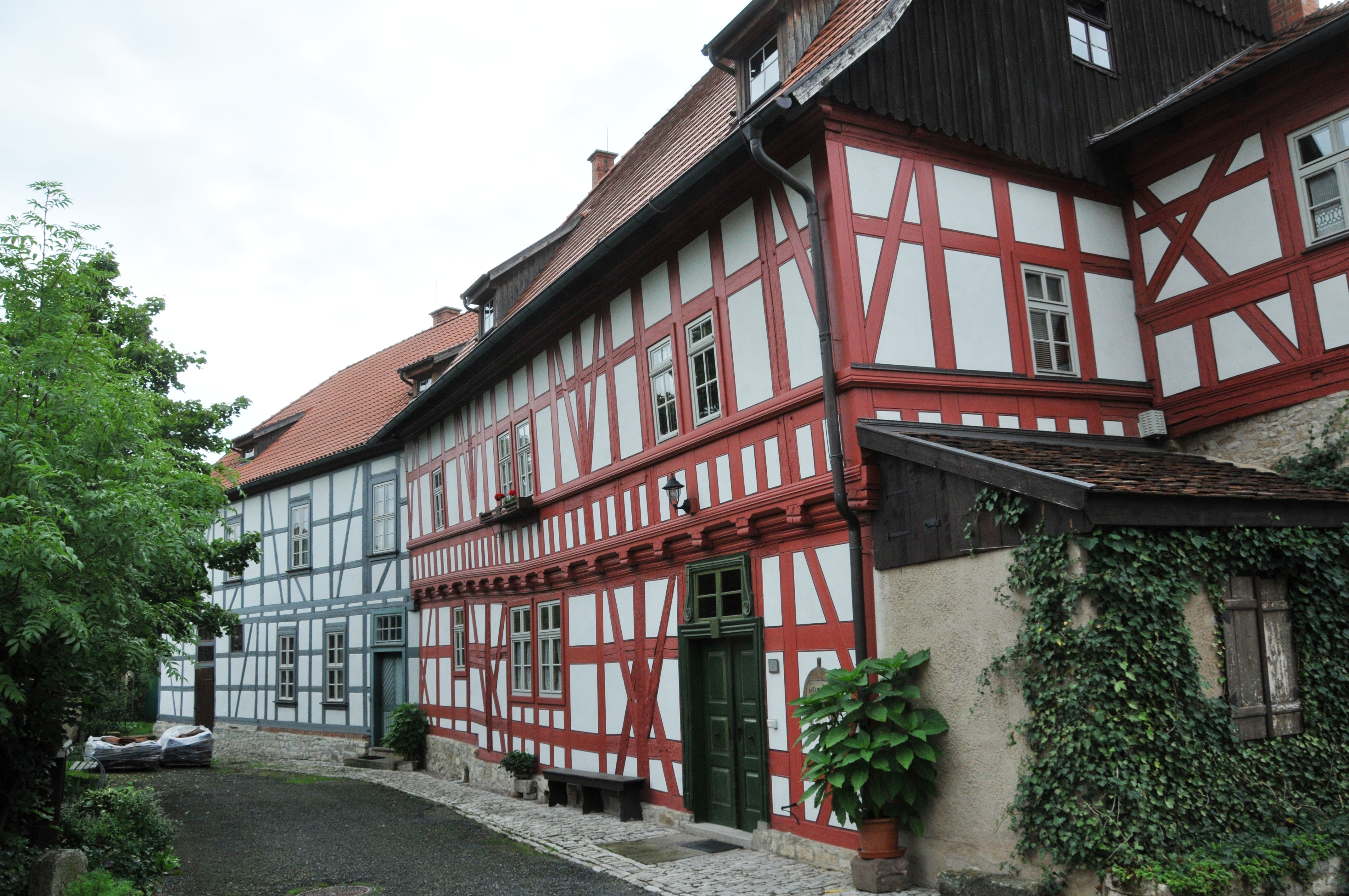
Heimatmuseum (Hofseite)

Über die Erbauung der Kirche ist urkundlich nichts Sicheres überliefert. Die Kirche sei, so berichten Aufzeichnungen aus 2. Hand, in einem Garten mitten im Dorfe erbaut und „Sankt Maria, der Mutter unseres Herrn geweiht worden.“ Das Jahr 1398 ist möglicherweise das Jahr der Erbauung des Turms und der Erweiterung des Kirchenschiffes nach Osten. Die Mauerfügung und an der Außenwand sichtbare Reste eines romanischen Bogenfeldes über dem alten Eingang deuten jedenfalls auf einen Bau im 12. oder 13. Jahrhundert. In der Ostwand hinter dem Altar hingegen sind Gewände dreier Fenster erhalten, die ins 14. Jahrhundert datiert werden müssen. 1527 kam der erste evangelische Prediger nach Ingersleben. Dem nun größeren Gewicht der Predigt – und deren Länge – wurde wohl bald mit dem Einbau von Kirchengestühl und Emporen Rechnung getragen. 1678 wurde die erste, 1688 die zweite Empore eingebaut. Der heutige, rundbogige Emporeneingang stammt aus der Mitte des 16. Jahrhunderts. Von den hölzernen Einbauten dieser Zeit ist nichts mehr erhalten. Ein „Rittergutsstand“ derer „von Ziegler“ bewahrt heute die ältesten Holzteile der Kirche. Der mit Wappenmalerei reich geschmückte Emporenteil ist ausweislich der Inschrift 1647 erbaut worden. Die übrigen Emporen-Einbauten wurden gegen Ende des 17. Jahrhunderts geschaffen, eine Gewölbetonne ersetzte 1710 die vorher vermutlich flache Holzdecke. Damals wurden auch die Dacherker ins Kirchendach eingefügt. Umfangreiche Umbauten erfuhr das Kircheninnere in der 2. Hälfte des 18. Jahrhunderts. Die großen Fenster im Norden wurden durch die Mauern gebrochen, um den ursprünglich eher schummerigen Kirchenraum hell und licht zu machen. Der für die hiesige Gegend typische Kanzelaltar stammt aus dem Jahr 1771. Er wurde vom Ingerslebener Bürgermeister (Schultheiß) Schultze gefertigt.
Den Orgelprospekt für die Schmaltz-Orgel von 1765 hat 1772–1778 der Arnstädter Bildhauer David Nikolaus Widder geschaffen. Von der in dieser Zeit erbauten Orgel sind heute nur noch Reste erhalten. Der Großtabarzer Orgelbaumeister Knauf baute 1861 eine neue Orgel mit 22 Register, verteilt auf zwei Manuale und Pedal. Drei Register der alten Orgel übernahm er. Der Turm war ursprünglich niedriger und hatte ein Ziegeldach. Die ehemalige Glockenstube ist im Turminneren in der obersten Etage des steinernen Turmaufbaus deutlich sichtbar. 1791 wurde der Turm um den Holzaufbau erhöht und mit der geschweiften Kuppel und Laterne versehen. Ein amerikanischer Granattreffer hat in den ersten Apriltagen 1945 diesen Turmaufbau zerstört. Der jetzige Turmaufbau, der sich an der alten Ansicht orientiert hat, ist eine Arbeit der einheimischen Zimmererfirma Zierenner aus dem Jahr 1950. Am Turm befinden sich drei Glocken. Die älteste und schwerste Glocke wurde 1696 gegossen und hat als Totenglocke alle Wechselfälle der Zeit überlebt. Die Taufglocke, die dreimal am Tag die Gebetszeiten läutet, stammt aus dem Jahr 1753. Sie war im Zweiten Weltkrieg schon zur Kanonenproduktion abtransportiert worden, fand sich jedoch unbeschädigt wieder. 1955 hat die Kirchengemeinde das seit dem Ersten Weltkrieg unvollständige Geläut mit einer Stahlglocke ergänzt, die als Hochzeitsglocke zum Gottesdienst ruft. Hübsche Kleinigkeiten kann man in der Kirche entdecken: Als Deckenbrett ist ein Rest einer alten Emporenmalerei des 17. Jahrhunderts erhalten und zeigt die Gefangennahme Jesu im Garten Gethsemane, den so genannten Judaskuss. Diese Emporenmalerei, die später beseitigt wurde, war sicher, in ihrer deftigen Einfachheit, die Arbeit eines örtlichen Anstreichers gewesen. Im 19. Jahrhundert wurden zwei Deckengemälde angebracht, die der Weimarer Kunstmaler Arndt fertigte. Sie zeigen die Kreuzigung und Auferstehung.
Die Kirche ist ein geschütztes Kulturdenkmal im Landkreis Gotha.

### Heimatmuseum im Alten Gutshaus

#### Geschichte des Ritterguts, des Alten Gutshauses und des neuen Herrenhauses („Villa“)

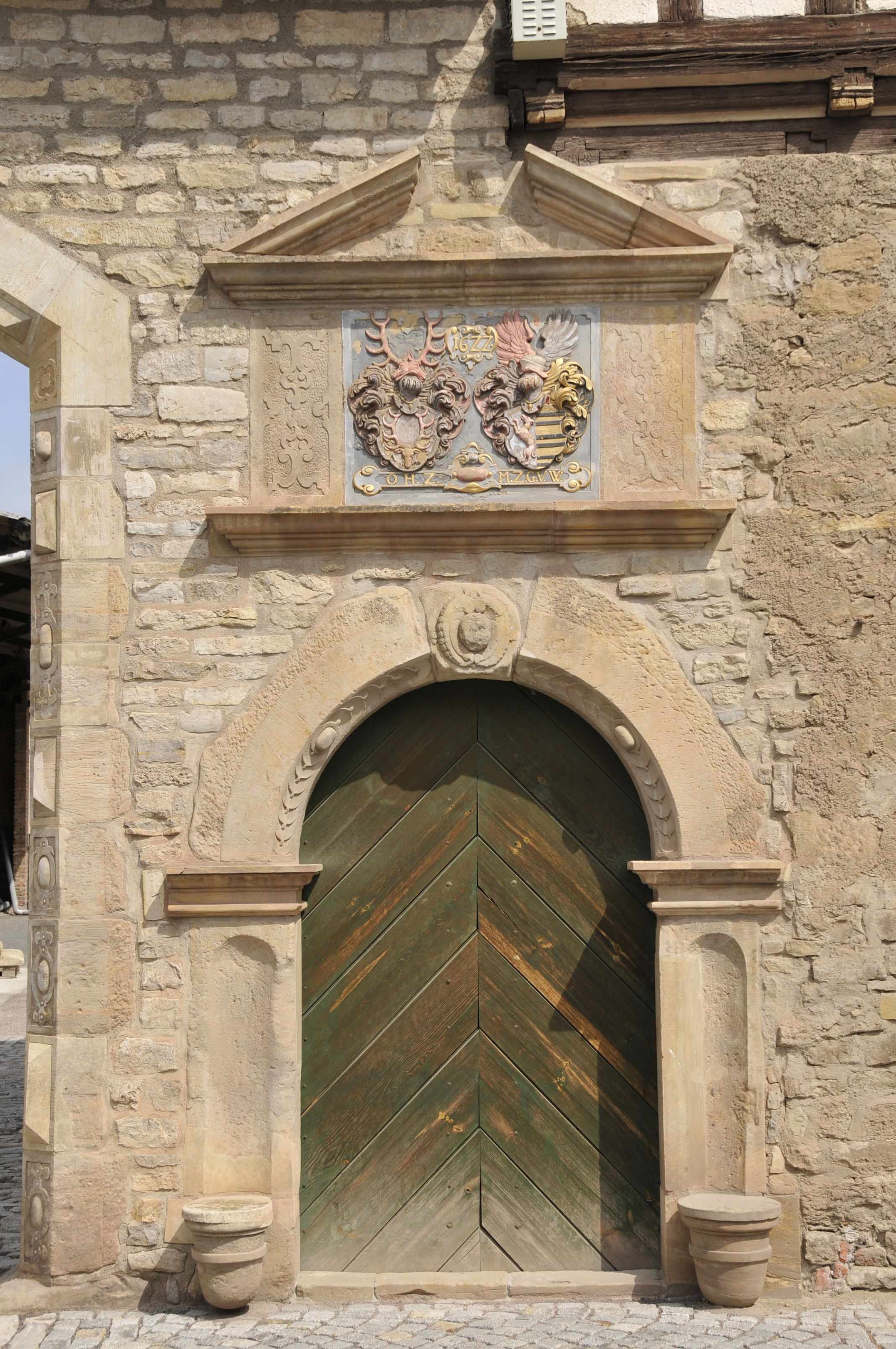
Portal des Heimatmuseums

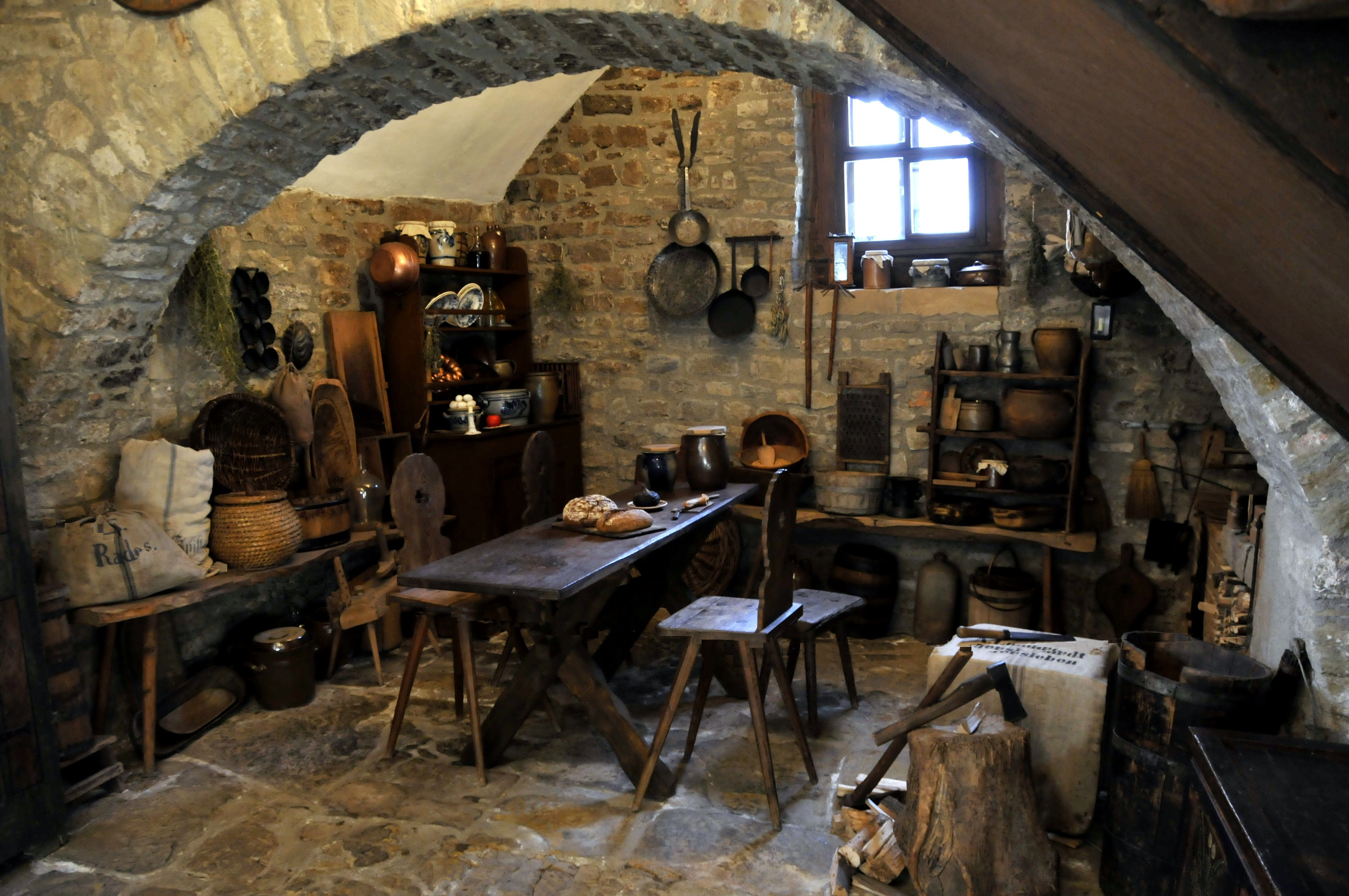
„Schwarze Küche“ im Heimatmuseum

Seit 1979 befindet sich das Heimatmuseum im alten Gutshaus des Rittergutes in der Ortsmitte. Schon im 14. Jahrhundert fand die Wehranlage mit Wassergraben Erwähnung. Der Besitz gehörte zahlreichen adligen Familien (u. a. von Ingersleben und von Gleichen).
Das vom Erfurter Waidhändler Hans von Ziegler erworbene Anwesen bebaute er 1609 mit einem großen Gutshaus. Otto Heinrich von Ziegler, ebenfalls Waidhändler aus Erfurt, bereicherte es 1622 anlässlich seiner Heirat mit Maria von Wangenheim mit einem prunkvollen Spätrenaissance-Portal, Wappentafel und Torbogen.
Baron Adolf Otto Freiherr von Münchhausen, der das Gut von 1786 bis 1883 besaß, war mit dem Schriftsteller Gustav Freytag gut bekannt, der in seinem Roman Die Ahnen Ingersleben als Ort des Geschehens erwählte und das Rittergut und die Ingerslebener Gegend authentisch beschrieb. 1837 gehörte es Thankmar Freiherr von Münchhausen, der als Reisemarschall des Herzogs von Württemberg und als sächsisch-meiningischer Hofmarschall in Diensten stand.
1883 wurde das Rittergut durch den Landesökonomierat Robert Wagner (Begründer der ersten Zuckerfabrik in Straußfurt) erworben, der 1894 als neues Herrenhaus die vorhandene „Villa“ im Schlosspark durch einen großzügigen Flügel erweitern ließ und damit ein repräsentatives schlossähnliches Wohngebäude mit Saal und Gesellschaftsräumen schuf. Bis Anfang des 19. Jahrhunderts hatte das alte Gutshaus dem jeweiligen Besitzer als Wohnstätte gedient. 1942 ging das Rittergut an Horst und Siegismund von Zakrzewski. Die Gutsbesitzer-Familie wurde 1946 im Zuge der Bodenreform in der SBZ entschädigungslos enteignet und des Landkreises verwiesen. 1947/48 kam es dann zum Abbruch der Villa, von Wirtschaftsgebäuden und des Torbogens mit benachbartem Milchhaus. Der Park mit „erlesenem altem Baumbestand“ wurde abgeholzt, das Parkgelände eingeebnet, parzelliert und auf ihm Neubauerngehöfte errichtet. Im Wirtschaftsbereich richtete sich die Abteilung Technik der LPG ein. Erhalten blieb als Rest des ehemaligen Ritterguts das alte Gutshaus, obwohl sein Abriss ebenfalls vorgesehen war. Seit 1979 befindet sich das Heimatmuseum in diesem Gebäude. Heute gilt das Museum als zentrales Museum der Gemeinde Nesse-Apfelstädt.

#### Innenausstattung des Heimatmuseums
Zahlreiche Innenräume sind mit Wand- und Deckenmalereien versehen, die sorgsam freigelegt und restauriert sind. Dazu gehören die funktionstüchtige „Schwarze Küche“, das Rokoko-Zimmer, das „Streifenzimmer“ mit einer Fassung vor 1780 sowie das mit Bandelwerkmalerei versehene „Münchhausenzimmer“. Darin präsentiert eine Ausstellung Leben und Werk der Schriftstellerinnen Frieda und Margarethe von Bülow. Kindheit und Jugend verlebten sie bei den Großeltern, dem Baron von Münchhausen. Weitere Wohnräume sind das Schlafzimmer (um 1800), das Biedermeierzimmer oder das Arbeitszimmer des Verwalters im „Turmzimmer“. In der Ausstellung zur Geschichte von Neudietendorf, einem Brüdergemeine-Ort, liegt der Schwerpunkt in dessen Gewerbe, darunter der Siegellackmanufaktur Liliendahl (1778 gegründet), der Apothekengeschichte, der Aromatique-Produktion (Magenbitter) sowie der Kerzenfabrik.
Eine Besonderheit ist der Bestand zum Schriftsteller- und Verlagswesen:
- 400 Objekte, Bücher und Manuskripte des Schriftstellers Prof. H. A. Krüger (1871–1945)
- 140 Objekte des Schriftstellers Ernst Püschel (1881–1941)
- 70 Aquarelle und Zeichnungen des Malers Arthur Rose (1891–1974)
- 150 Werke des Schriftstellers Johannes Hermann Meissel (1888–1969)

Ein gesonderter Raum widmet sich dem Thüringer Wald und dem Waidanbau. So enthält das „Waidzimmer“ außer historischen Büchern das Musterbuch der Neudietendorfer Färberei Staude von 1853.
Zur Sammlung gehören Fotothek, Handschriftensammlung, 1500 Siegelstempel (etwa 1830–1940), 1300 Siegelabdrücke (15. – 20. Jahrhundert), Exponate zum ländlichen Leben, Geräte und Maschinen. Das Gutshaus kann vom Keller bis zum Dachboden besichtigt werden und die gute Stube bietet mit ca. 25 Plätzen einen angenehmen Ort für Veranstaltungen.
Nachdem 2005 das ehemalige Vereinshaus und Heimatmuseum in Neudietendorf an die EKMD verkauft worden war, kam auch diese Sammlung ins Heimatmuseum Ingersleben.
Das Anwesen ist ein geschütztes Kulturdenkmal im Landkreis Gotha. 2016 erhält das Alte Gutshaus seine Natursteinfassade im Untergeschoss saniert zurück, nachdem sie zu DDR-Zeiten als „Notsicherung“ verputzt worden war.

### Weitere Sehenswürdigkeiten

#### Mühlen
- Untermühle: am Mühlgraben, über die Petrikirchhof-Straße und die Mühlgasse zu erreichen. Die Mühle wurde 1441 errichtet und von 2002 bis 2005 aufwändig als Wohnensemble saniert. Der Fachwerkbau verfügt über ein rekonstruiertes Mühlrad, das einen Generator zur Stromerzeugung antreibt. Der ursprüngliche, bis 1945 tätige Generator, der das Rittergut mit Strom versorgt hatte, wurde von der sowjetischen Besatzungsmacht demontiert und in die UdSSR verbracht. Die Untermühle war die frühere Gutsmühle von 1441, ihr gegenüber auf der anderen Seite des Mühlgrabens lag das Herrenhaus, die nach dem Krieg abgerissene schlossähnliche „Villa“ in einem gleichzeitig abgeholzten Park.
- Obermühle oder Zitzmann-Mühle: am westlichen Ortsausgang. Einziger noch arbeitender Wassermühlenbetrieb an der Apfelstädt.

#### Weiteres
- Freisassenhaus von 1760
- Marienthalbrücke vor der Apfelstädt-Mündung in die Gera
- Mühlgrabenbrücke: Steinbogenbrücke über den Mühlgraben unterhalb der Untermühle, der früheren Gutsmühle. Baujahr 1812, grundhafte Sanierung (Kostenaufwand von 145.000 Euro) bis April 2012[13], steht unter Denkmalschutz.
- Ingerslebener Eiche, etwa 350 Jahre alt, gegenüber der Zitzmann-Mühle südlich der Apfelstädt
- Kriegerdenkmal für die 39 Gefallenen und Vermissten des Ersten Weltkriegs, ergänzt um zwei flankierende Tafeln mit den 68 Namen der aus dem Zweiten Weltkrieg nicht zurückgekehrten Soldaten des Ortes: an der Mauer des Neuen Friedhofs
- Früheres Ausflugslokal „Felsenkeller“ südlich des Ortes unterhalb des Hausierbergs: Fachwerkgebäude-Komplex, erbaut 1871, mit Anbauten bis 1876. Die sehr beliebte Gaststätte mit prächtigem Saal, Kegelbahn und Biergarten schenkte 1954 das letzte Bier aus. Sie hatte ab 1945 Flüchtlinge aufgenommen, dann wurde sie als Kinderferienheim und später als Blutplasma-Depot der NVA genutzt. Nach der Wende erfolgte die Restaurierung durch die zur DDR-Zeit enteigneten Besitzer in 4. Generation. Private Nutzung als Wohnhaus und Lager. Der Weg zum Felsenkeller war einmal eine Pappelallee.[14]
- Steinkreuz von ungewöhnlicher Form am Beginn des Wanderwegs von Ingersleben nach Marienthal.

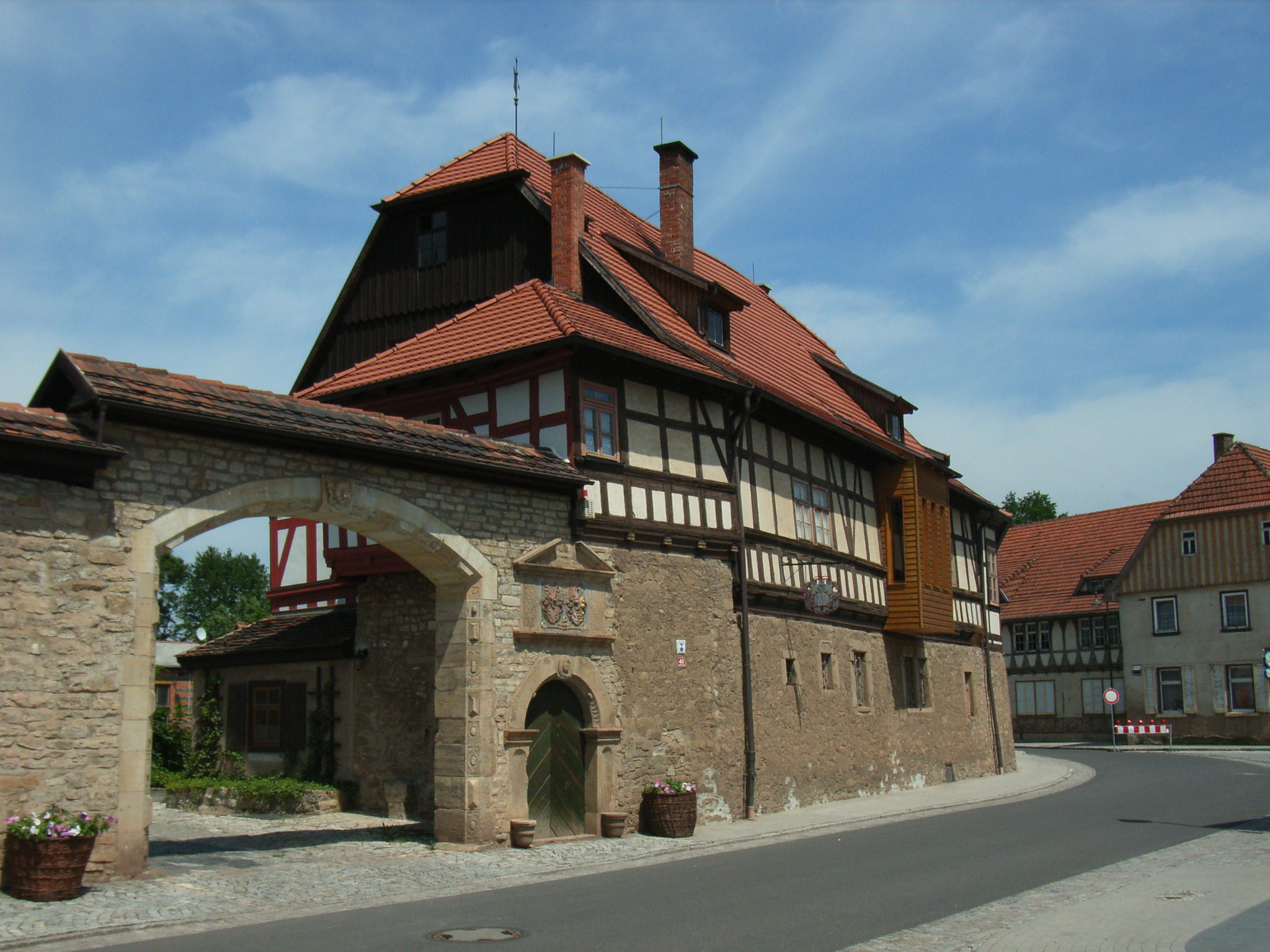
Heimatmuseum im Alten Gutshaus (Straßenseite)
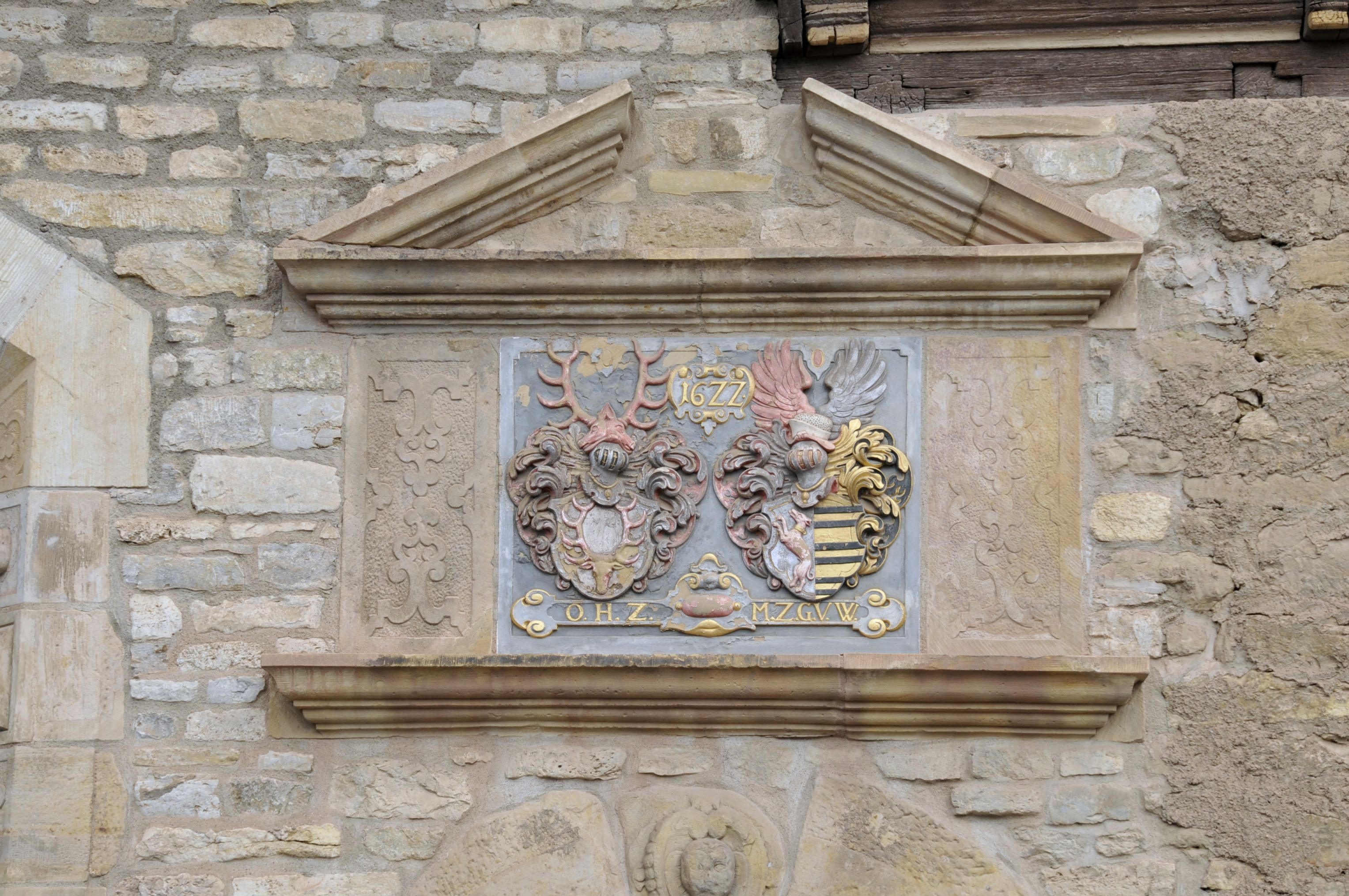
Wappentafel der Familie von Ziegler
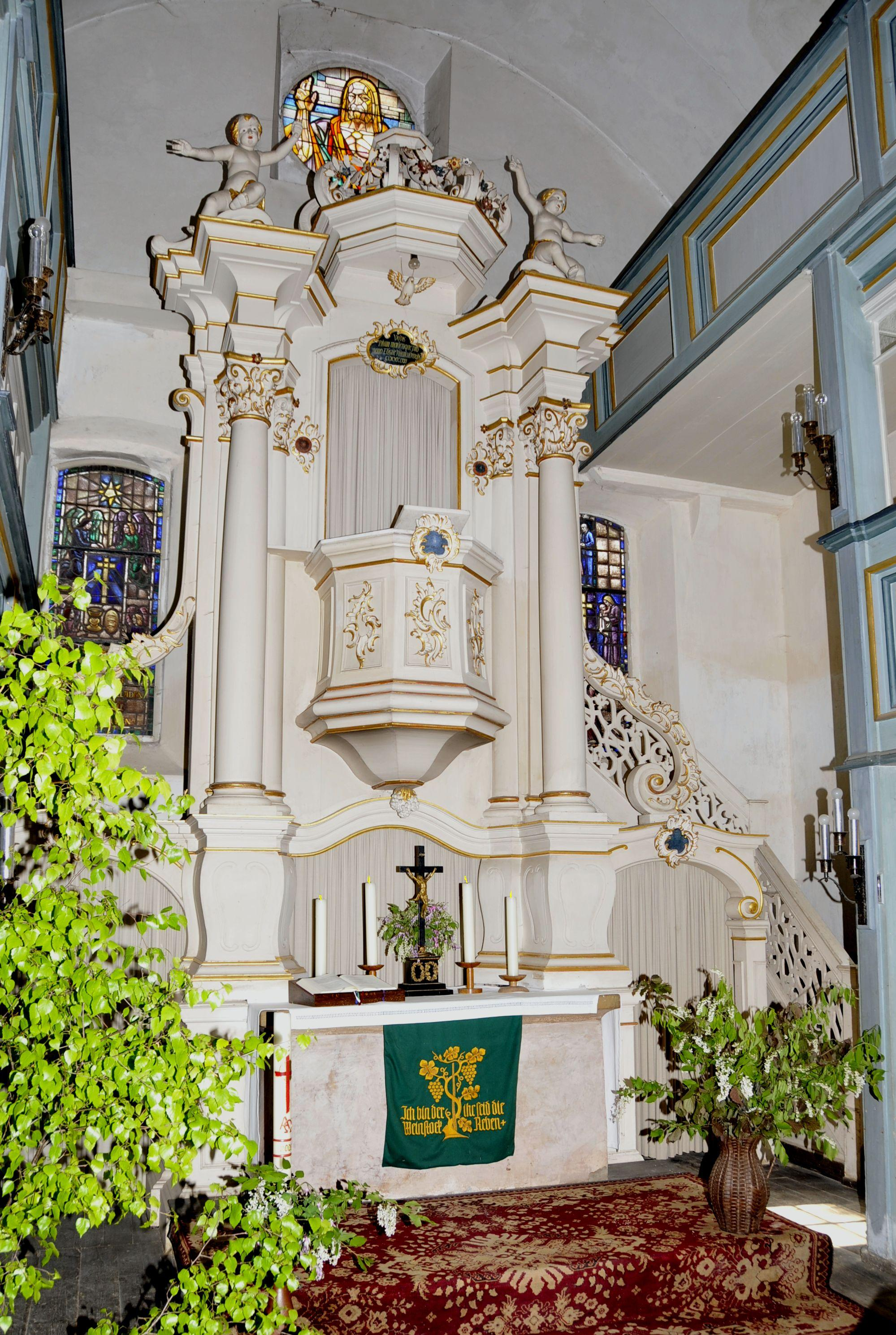
Kircheninneres
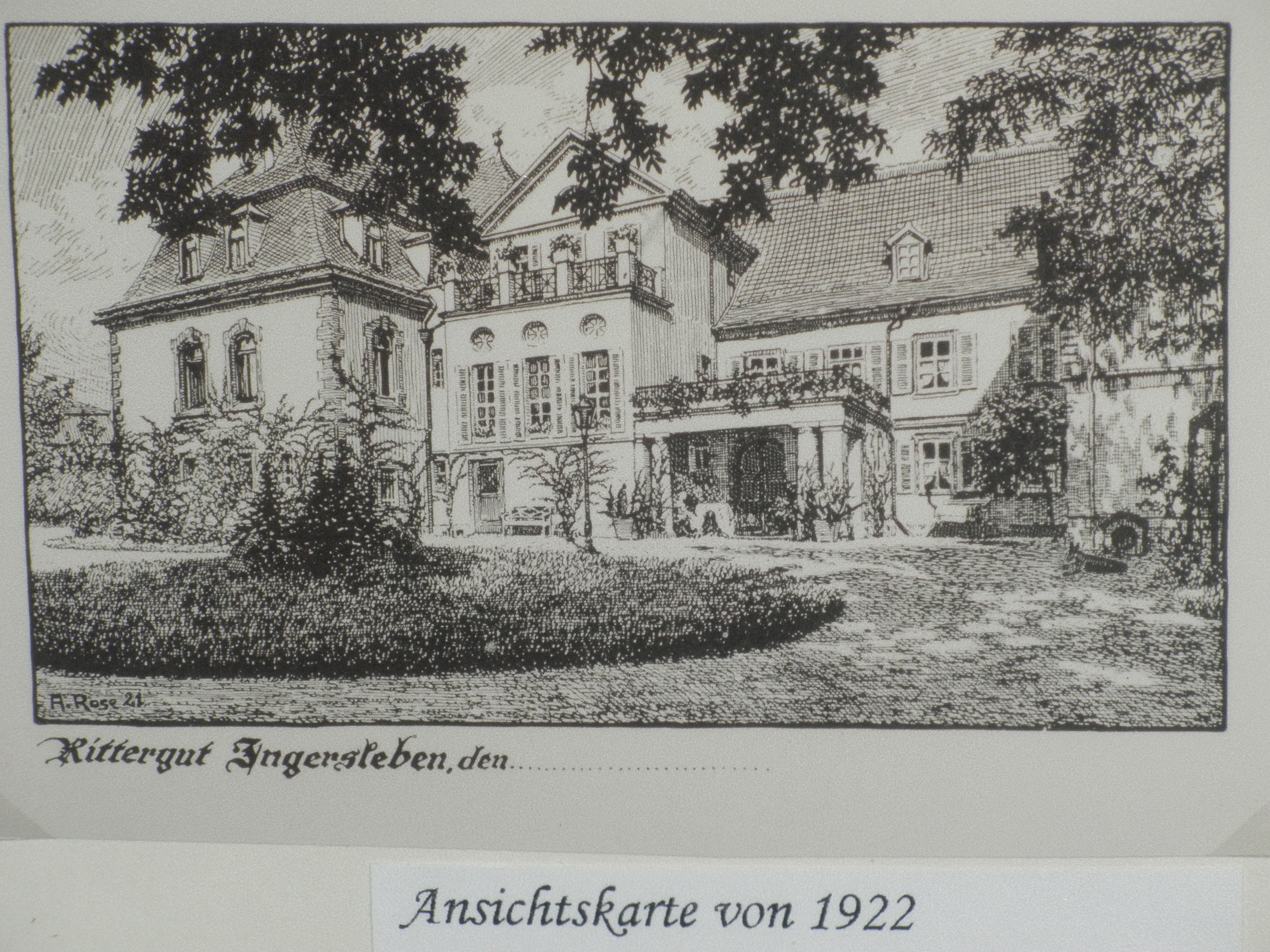
Herrenhaus („Villa“) des Rittergutes, 1947/48 abgerissen (Zeichnung von Arthur Rose)

## Persönlichkeiten
- Thankmar von Münchhausen (1795–1864 in Ingersleben), beteiligte sich als Leutnant am Freiheitskrieg gegen Napoleon, ab 1842 in Ingersleben Renovierung der „Villa“ und Bau von Wirtschaftsgebäuden des Ritterguts
- Frieda von Bülow (1857–1909): Schriftstellerin, Begründerin des deutschen Kolonialromans nach jahrelangem Aufenthalt in Deutsch-Ostafrika, verbrachte prägende Kindheits- und Jugendjahre in Neudietendorf und Ingersleben
- Margarethe von Bülow (1860–1884): Schriftstellerin (Romane und Novellen heimatgeschichtlichen Inhalts), erlebte zusammen mit ihrer Schwester Frieda prägende Kindheits- und Jugendjahre in Neudietendorf und Ingersleben
- Otto Senffleben (1867–1936), Mitbegründer der protestantischen, im Wartburg-Verlag erscheinenden Kirchenzeitung Glaube und Heimat, geboren in Ingersleben
- Willi Barth (1899–1988), Widerstandskämpfer gegen den Nationalsozialismus und SED-Funktionär, geboren in Ingersleben
- Jörg Hindemith (* 1956), ein zu DDR-Zeiten bekannter Schlagersänger und Entertainer, lebt in Ingersleben
- Jörg Hornik (* 1957), Fußballspieler, geboren in Ingersleben
- Katrin Göring-Eckardt (* 1966), Politikerin (Bündnis 90/Die Grünen), Fraktionsvorsitzende Bündnis 90/Die Grünen im Bundestag, wohnte früher als Frau des ehemaligen evangelischen Gemeindepfarrers in Ingersleben.

## Verkehr
Ingersleben liegt an der Bahnstrecke Halle–Bebra. Ein Haltepunkt besteht jedoch nicht. Die VMT-Buslinie 881 verkehrt zum Bahnhof Neudietendorf in 1,9 km Entfernung.